# Kranichsberg (Woltersdorf)
Der Kranichsberg ist mit 104,5 m ü. NHN die höchste Erhebung der Kranichsberge in Woltersdorf im Landkreis Oder-Spree in Brandenburg. 

## Aussichtsturm

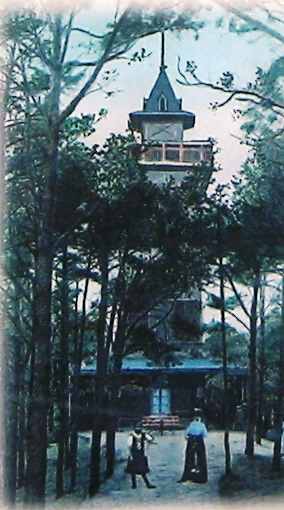
Ehemaliger Kronprinz-Friedrich-Wilhelm-Turm

Auf dem Berg befindet sich ein 25 Meter hoher Aussichtsturm, der vom 1884 gegründeten Woltersdorfer Verschönerungsverein Kranichsberg e.V. betrieben wird. Er ersetzte einen ersten, 18 Meter hohen Turm des Vereins, der am 13. Mai 1886 als Kron-Prinz-Friedrich-Wilhelm-Turm erbaut wurde. Dieser wurde am 20. April 1945 von Angehörigen des Volkssturms angezündet und brannte vollständig ab. 1961 erfolgte unter der Leitung von Rudolf Post der Neubau eines Brandwach- und Aussichtsturms, der auf Grund seiner Nähe zu Berlin unter anderem auch vom Magistrat Groß-Berlins gefördert wurde. Die Beschaffung der für den Bau erforderlichen Materialien erforderte von den Beteiligten einiges Geschick, da das Holz von der sowjetischen Kommandantur für den Bau einer Richtfunkstation in Anspruch genommen werden sollte. In Verhandlungen gelang es, insgesamt 21 Kubikmeter Holz für den Bau des Turms zu erhalten. Das Richtfest wurde am 7. Oktober 1961 gefeiert, die Einweihung erfolgte am 14. Juli 1962. 1976 übernahm das Ministerium für Staatssicherheit den Turm, welche die Öffentlichkeit fortan ausschloss und ihn als Funk- und Sendeanlage nutzte. Im unteren Teil des Turms wurde ein Bunker eingebaut. Mit der Gründung des Verschönerungsvereins am 22. Januar 1990 gelang es, die Grundlage für eine erneute öffentliche Nutzung zu legen. Vier Monate später erhielt der Verein einen Nutzungsvertrag von der Gemeinde. Nach einigen Um- und Ausbauten richtet er dort ein Turmmuseum ein. Es befasst sich unter dem Titel „Als Woltersdorf noch Hollywood war“ mit der Geschichte der Filmproduktion zur Stummfilmzeit in Woltersdorf und Umgebung.
Im Turm sind auch Eheschließungen möglich.